# Francesco Boccia
Francesco Boccia (Bisceglie, 18 marzo 1968) è un politico ed economista italiano, dal 13 ottobre 2022 senatore della Repubblica per il Partito Democratico e dal 28 marzo 2023 capogruppo del Partito Democratico - Italia Democratica e Progressista al Senato.
È stato deputato alla Camera dal 29 aprile 2008 al 12 ottobre 2022 per tre legislature (XVI, XVII, XVIII), ricoprendo vari incarichi parlamentari, e ministro per gli affari regionali e le autonomie dal 5 settembre 2019 al 13 febbraio 2021 nel governo Conte II.

## Biografia
Laureato in scienze politiche con indirizzo economico-internazionale nell'anno accademico 1990-1991 presso l'Università di Bari, ha ottenuto nel 1994 un MBA presso l'Università commerciale Luigi Bocconi di Milano.

## Carriera politica
Dal 1999 al 2001 è stato consigliere economico del Ministro dell'industria, del commercio e dell'artigianato Enrico Letta durante i governi D'Alema II e Amato II.
Deputato nella XVI, XVII e XVIII legislatura, è stato Assessore all'economia al comune di Bari dal luglio del 2004 a ottobre 2006. Nel 2005 da assessore all'Economia lancia e sperimenta il salario d'inserimento finanziato con un accordo tra comune e imprese presenti nell'area industriale di Bari. La sperimentazione segue la pubblicazione con Maurizio Zipponi del 2004 dal titolo Il diavolo e l'acqua santa.
Dal 2006 al 2008 è stato capo del Dipartimento per lo sviluppo delle economie territoriali nel secondo governo Prodi. Sempre in quel periodo è stato commissario liquidatore e presidente dell'organo straordinario di liquidazione del dissesto finanziario del Comune di Taranto.
In vista delle elezioni regionali del 2005 si candida alle elezioni primarie dell'Unione, che si tengono il 16 gennaio 2005 per decidere chi sarà il candidato presidente della Puglia: riceve 38.894 voti (pari al 49,2%) e viene sconfitto di misura da Nichi Vendola, con uno scarto di 1.682 voti. Viene eletto alla Camera dei deputati alle elezioni politiche del 2008 nella lista del Partito Democratico per la circoscrizione Puglia. Dal novembre 2009 è stato eletto componente dell'Ufficio di Presidenza del Gruppo PD alla Camera in qualità di Segretario e Coordinatore delle Commissioni Economiche alla Camera per il PD.
Nel 2008, subito dopo essere stato eletto deputato, l'allora segretario PD, Walter Veltroni, gli chiede di occuparsi dell'emergenza finanziaria del comune di Napoli dopo la crisi della giunta Iervolino, ma dopo l'analisi della situazione politica Boccia non accetta la proposta.
Nel gennaio 2010 si candida nuovamente alle elezioni primarie del centrosinistra, ma viene ancora una volta sconfitto dal governatore regionale uscente Nichi Vendola, con un divario decisamente più netto rispetto a quello del 2005 (27% contro 73% dei consensi). Nel 2012 è tra i primi 10 firmatari della raccolta di firme promossa da Vanity Fair e indirizzata al ministro Elsa Fornero per i diritti delle coppie omosessuali. Il 30 dicembre vince le primarie del PD per il Parlamento nella circoscrizione di Barletta-Andria-Trani per la circoscrizione elettorale Puglia con il 71%, arrivando primo tra 7 candidati.
Candidato alle elezioni politiche del 2013, viene rieletto deputato nelle liste del PD. Nel corso della XVII Legislatura è stato Presidente della 5ª Commissione Bilancio, tesoro e programmazione della Camera; eletto il 7 maggio 2013, è stato riconfermato alla presidenza il 21 luglio 2015 con quasi il 90% dei voti della commissione. Il 26 e 27 maggio 2013 nelle elezioni amministrative, è stato eletto consigliere comunale di Bisceglie per il Partito Democratico col maggior numero di preferenze nelle liste del centrosinistra, carica da cui si è dimesso nell'aprile 2016. È autore della proposta di legge sulla web tax (AC 1662), approvata con un emendamento alla legge di Stabilità 2013 (comma 33 della legge n. 147 del 27 dicembre 2013) e poi cancellata da Matteo Renzi.
Il 28 luglio 2016 il Parlamento ha approvato in via definitiva la nuova Legge di Bilancio (AC 3828), di cui Francesco Boccia è primo firmatario. La Riforma del Bilancio dello Stato è diventata legge con il voto favorevole di oltre l'80% delle forze parlamentari di Camera e Senato.
Alle elezioni primarie del PD del 2017 ha sostenuto la mozione di Michele Emiliano, presidente della Regione Puglia e candidatosi contro quelle del segretario uscente Matteo Renzi e del Ministro della giustizia Andrea Orlando, ma il conterraneo arriverà terzo nonostante in Puglia arrivi primo. Ad ottobre 2018, in vista delle primarie del PD del 2019, Boccia stesso si candida alle consultazioni tra gli iscritti per il congresso, raccogliendo 7.537 voti e non qualificandosi per le primarie aperte. Successivamente annuncia di sostenere la mozione di Nicola Zingaretti, presidente della Regione Lazio e candidato con la carriera amministrativa più lunga alle spalle, che risulterà vincente con il 66% dei voti.

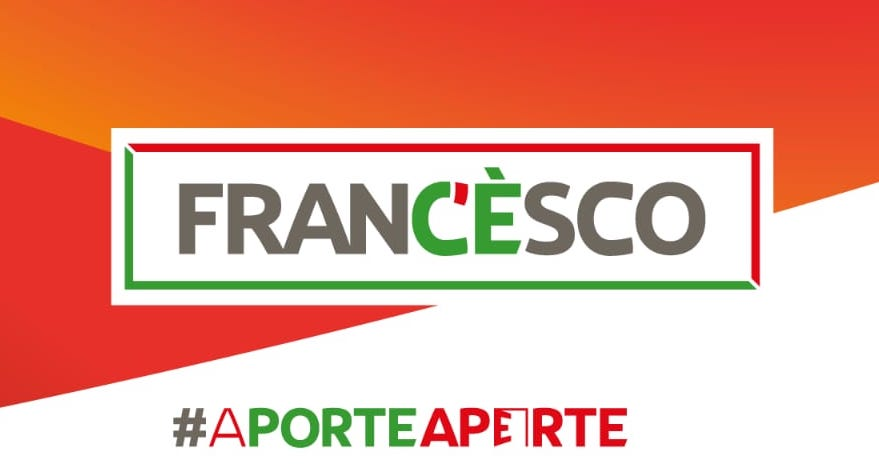
Logo della campagna elettorale di Boccia per le primarie PD del 2019

Il 13 luglio 2019, durante l’Assemblea Nazionale, il segretario Nicola Zingaretti lo nomina Responsabile Economia e società digitale del Partito Democratico Dal 1º agosto 2019 è stato componente della Commissione Parlamentare di Inchiesta sul Sistema bancario e finanziario della XVIII Legislatura.
Dal 5 settembre 2019 è Ministro per gli affari regionali e le autonomie nel governo Conte II. A partire da marzo 2020, durante il lockdown per la pandemia di COVID-19, ha coordinato il rapporto tra Governo, Regioni ed enti locali per affrontare l’emergenza sanitaria, contenere il contagio del virus e rafforzare la rete sanitaria territoriale pubblica. Nelle settimane del lockdown ha raccordato sul piano politico il lavoro del Commissario all'emergenza COVID-19 Domenico Arcuri, con le Regioni attraverso la Conferenza delle Regioni e delle Province autonome nel reperimento e distribuzione di materiali sanitari, consumabili e non consumabili: dalle mascherine, ai tamponi, dai ventilatori polmonari ai macchinari per rafforzare i posti letto in terapia intensiva e sub intensiva. Insieme al capo del Dipartimento della protezione civile Angelo Borrelli, ha creato la task force di volontari (300 medici e 500 infermieri per gli ospedali e 1.500 operatori socio sanitari per carceri e Rsa) inviata negli ospedali delle zone del Paese maggiormente colpite dalla pandemia. È sempre stato accanto ai volontari a bordo dei voli della Guardia di Finanza e dell'Aeronautica militare che per numerose settimane hanno trasferito il personale sanitario nelle zone più critiche.
Il 18 marzo 2021 viene nominato dal neo-segretario Enrico Letta come Responsabile Autonomie territoriali e degli Enti locali nella segreteria nazionale del PD, occupandosi delle elezioni amministrative del 2021 e del 2022 vinte dal centro-sinistra che, dopo le sconfitte del 2016 e 2017, riconquista le grandi città come Roma, Torino, Napoli, Catanzaro, Verona, Monza, Piacenza e Alessandria.
Ad agosto 2022 viene nominato sia commissario regionale del PD in Campania che commissario del partito per guidare, nei mesi successivi, verso il congresso regionale in Puglia.

### Capogruppo del PD-IDP al Senato
Alle elezioni politiche anticipate del 2022 viene candidato al Senato della Repubblica, nel collegio plurinominale Puglia - 01 come capolista della lista Partito Democratico - Italia Democratica e Progressista (PD-IDP), risultando eletto senatore. Nella XIX legislatura è membro della 6ª Commissione Finanze e tesoro e ricopre il ruolo di capogruppo del gruppo parlamentare PD-IDP a Palazzo Madama, eletto il 28 marzo 2023 al posto di Simona Malpezzi.
Alle primarie del PD del 2023 Boccia sostiene la deputata Elly Schlein, andando a ricoprire il ruolo di coordinatore politico della sua mozione "Parte da noi", che alla fine risulterà vincente con il 53,75% dei voti.

## Carriera accademica
Dal 1994 al 1998 è stato ricercatore presso l'European Institute, Economic and Social Cohesion Laboratory della London School of Economics. Nel 2002 è stato visiting professor alla University of Illinois di Chicago, presso il College of Public Administration. Dal 1998 al 2005 è stato direttore del CERST, Centro di ricerca per lo sviluppo del territorio dell'Università Carlo Cattaneo di Castellanza.
Dal 2002 al 2016 è stato professore associato di Economia aziendale presso la LIUC di Castellanza; è stato autore di pubblicazioni scientifiche riguardo agli enti locali italiani e titolare, negli anni, per gli insegnamenti di: Analisi finanziaria degli Enti Pubblici – Facoltà di Economia, Corso di laurea di Economia Aziendale e Corso di laurea specialistica in Economia; Economia Pubblica - Facoltà di Giurisprudenza, Corso di laurea in Giurisprudenza; Economia Pubblica - Facoltà di Giurisprudenza, Corso di laurea Specialistica in Giurisprudenza; Economia delle Aziende e delle Amministrazioni Pubbliche 2 (finanza degli Enti Locali e di progetto) - Facoltà di Economia, Corso di laurea in Economia Aziendale; Economia Pubblica - Facoltà di Economia, Corso di laurea in Economia Aziendale; Economia Pubblica - Facoltà di Ingegneria, Corso di laurea in Ingegneria Gestionale per la produzione aziendale.
Dal 2016 è presidente del Centro di Ricerca interdisciplinare su Governance e Public Policies presso l'Università degli Studi del Molise. L'anno seguente, è stato relatore all'Agenzia di ricerche e legislazione di Beniamino Andreatta sul tema di una nuova tassa per i giganti dell'industria digitale.

### Caso di presunto plagio
Nel 2016 ha partecipato a un concorso relativo a una procedura selettiva di chiamata per un professore universitario di seconda fascia bandito dall'Università del Molise e, secondo quanto riportato dalla stampa, ha presentato una pubblicazione plagiata. La pubblicazione è stata successivamente ritirata dall'Università di Castellanza. Secondo l'interessato si trattava solo di una lettura consigliata inviata per errore tra le 12 pubblicazioni presentate per il concorso. Ma la pubblicazione compare come sua sia in una versione ufficiale del suo curriculum, sia come citazione di una sua pubblicazione. In una lettera la commissione giudicatrice ha comunicato al Rettore dell'Università di aver dato riscontro di tale pubblicazione, ma di essersi concentrata su altri scritti. Nonostante questo parere, il Rettore Palmieri ha inviato in procura tutti gli atti relativi all'episodio.
I professori Lucio Picci e Alberto Vannucci hanno presentato un esposto alla Procura della Repubblica di Campobasso evidenziando due articoli presentati al suddetto concorso. Ritenendo la notizia del plagio falsa e lesiva della reputazione, Francesco Boccia ha dichiarato di aver presentato un esposto alla procura di Trani e, per conoscenza, a quella di Campobasso. Tale circostanza è stata negata da uno degli interessati..

## Associazionismo
Nel 2015 è tra i fondatori di Digithon, un’associazione che si caratterizza per un appuntamento annuale di carattere internazionale che, attraverso un hackathon e dibattiti legati al mondo del digitale, promuove il confronto tra i giovani, il mondo digitale e investitori istituzionali e internazionali.

## Vita privata
Ha avuto una lunga relazione con Benedetta Rizzo, da cui ha avuto due figli: Edoardo e Ludovica.
Il 23 dicembre 2011 si è sposato civilmente con l'allora deputata del Popolo della Libertà Nunzia De Girolamo. La coppia ha una figlia di nome Gea.

## Opere

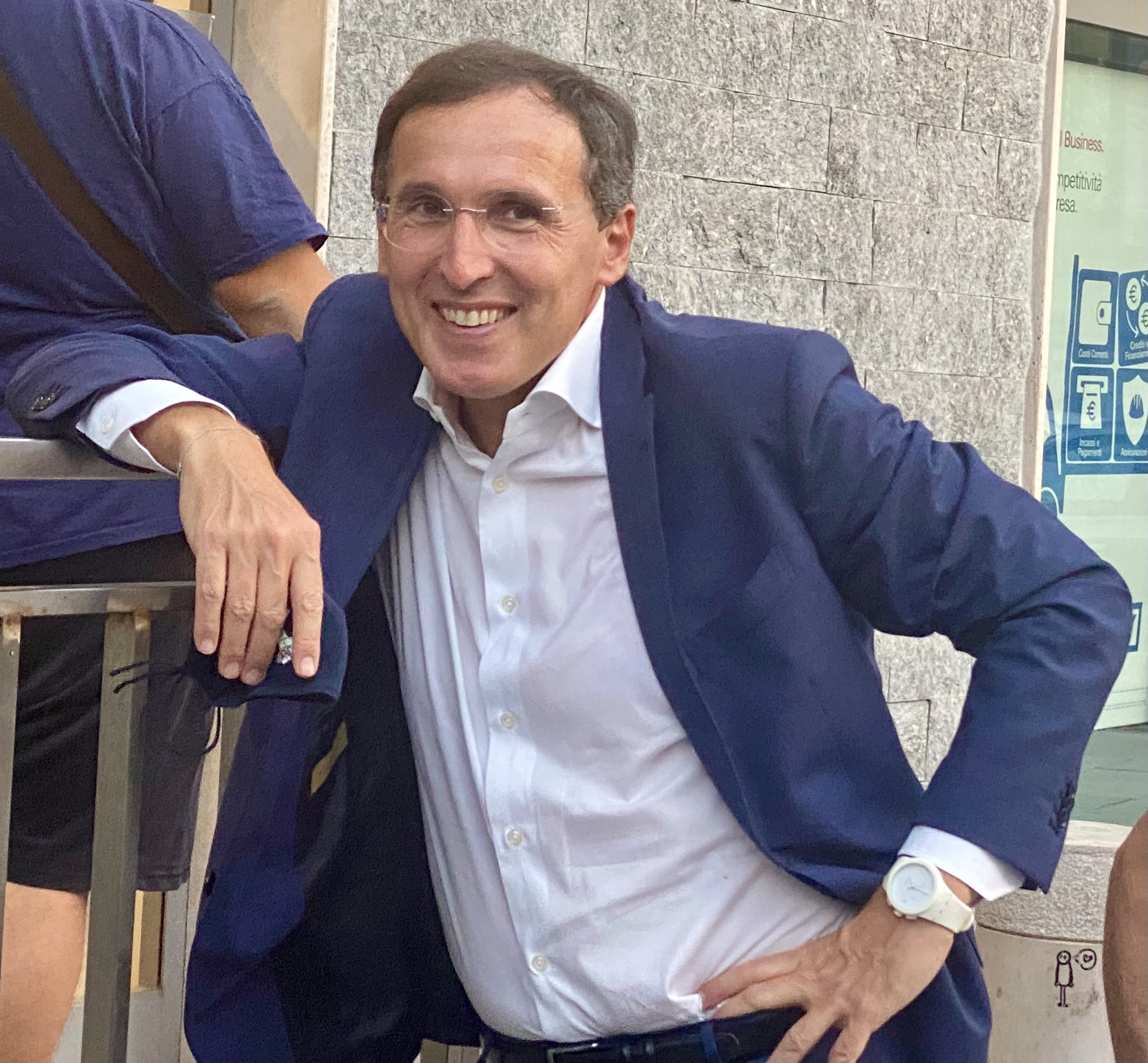
Francesco Boccia nel 2020

È autore di numerosi testi economico-finanziari:
- Francesco Boccia e Michelangelo Nigro, La finanza innovativa. Boc, Bop, Bor, Swap, mutui: costi e opportunità per non sbagliare investimento, Milano, Pirola - Sole 24 ore, 2000, ISBN 978-88-324-3985-4.
- Francesco Boccia, Economia e finanza delle amministrazioni pubbliche. Milano, Guerini e Associati, 2002. ISBN 978-88-8335-285-0.
- Francesco Boccia. Mezzogiorno dimenticato. Riflessioni sulla manovra finanziaria 2004. Bari, Palomar di Alternative, 2003. ISBN 978-88-88872-33-9.
- Francesco Boccia, Maurizio Zipponi. Il diavolo e l'acquasanta. Bari, Palomar di Alternative, 2004. ISBN 978-88-88872-80-3.
- Francesco Boccia, Robert Leonardi, Enrico Letta, Tiziano Treu. I Mezzogiorni d'Europa. Verso la riforma dei fondi strutturali. Bologna, Il Mulino, 2004. ISBN 978-88-15-09410-0.
- Francesco Boccia, Robert Leonardi (editors). "The Challenge of the Digital Economy". London, Palgrave Macmillan, 2016.

Numerosi anche i lavori parlamentari alcuni dei quali sono stati pubblicati:
- Più equità e risorse per la crescita, a cura di Francesco Boccia. Camera dei Deputati, 2014.
- Economia digitale e fisco, a cura di Francesco Boccia. Camera dei Deputati, 2014.
- Piano Juncker – Un piano di investimenti per l'Europa. Lavori della Commissione Bilancio, a cura di Francesco Boccia. Camera dei Deputati, 2015.
- Immigrazione, un'opportunità economica, a cura di Francesco Boccia. Camera dei Deputati, 2016.